# Слободан Гавриловић
Слободан Гавриловић (рођен 23. новембра 1951. у Пријевору, општина Чачак) је истакнути члан и бивши потпредседник Демократске странке.
- Постао професор социологије у својој 25-ој години (1976).
- Члан Демократске странке од 1990.
- Председник Окружног одбора Ужица (1990–1991).[2]
- Члан главног одбора ДС од 1990.
- Први секретар ДС (1991—1993). Од 1994—1997. године био је народни посланик и заменик шефа посланичког клуба ДС у Народној Скупштини Републике Србије.

Потпредседник ДС у три мандата (1994–1998, 1999–2001 и 2004–2006). Председник Извршног одбора ДС (1996–1998).
Од октобарских промена 2000. године савезни посланик, заменик, а потом и шеф Посланичког клуба ДОС у Већу грађана Скупштине СРЈ. Био је члан Уставне комисије Скупштине СРЈ.
Од новембра 2007. до 2013. године директор ЈП „Службени гласник“ и главни и одговорни уредник овог издавачког предузећа.
Написао је више радова из социологије и приредио за штампу дела Живојина Павловића.
Његов син је потпредседник ДС Миодраг Гавриловић.